# Teillots
Teillots est une commune française située dans le département de la Dordogne, en région Nouvelle-Aquitaine.

## Géographie

### Généralités
La commune de Teillots est située au nord-est du département de la Dordogne et limitrophe du département de la Corrèze. Elle est bordée par deux affluents de l'Auvézère : au nord le Dalon et au sud la Lourde.
Traversé par la route départementale 77, le bourg de Teillots se situe, en distances orthodromiques, six kilomètres à l'est de Hautefort et dix kilomètres au sud-ouest de Juillac.

### Communes limitrophes
Teillots est limitrophe de cinq autres communes, dont une dans le département de la Corrèze. À l'ouest, le territoire communal est distant de 150 mètres de celui de Hautefort.
| Boisseuilh     | Sainte-Trie | Segonzac (Corrèze) |
|                | Teillots    |                    |
| Badefols-d'Ans |             | Coubjours          |

### Géologie et relief

#### Géologie
Situé sur la plaque nord du Bassin aquitain et bordé à son extrémité nord-est par une frange du Massif central, le département de la Dordogne présente une grande diversité géologique. Les terrains sont disposés en profondeur en strates régulières, témoins d'une sédimentation sur cette ancienne plate-forme marine. Le département peut ainsi être découpé sur le plan géologique en quatre gradins différenciés selon leur âge géologique. Teillots est dans le gradin extrême nord-est que constitue le dernier contrefort du Massif central, avec des roches cristallines formées au Paléozoïque, antérieurement au Carbonifère.
Les couches affleurantes sur le territoire communal sont constituées de formations superficielles du Quaternaire datant du Cénozoïque et du Paléozoïque. La formation la plus ancienne, notée r1c, se compose de grès de Villac et grès rouges de Brive, des grès rouges alternant de manière irrégulière avec des niveaux argileux rouges et micacés avec des lentilles conglomératiques (Autunien). La formation la plus récente, notée Fy3-z, fait partie des formations superficielles de type alluvions subactuelles à actuelles. Le descriptif de ces couches est détaillé dans  la feuille « no 760 - Juillac » de la carte géologique au 1/50 000 de la France métropolitaine, et sa notice associée.

Carte géologique de Teillots.

#### Relief et paysages
Le département de la Dordogne se présente comme un vaste plateau incliné du nord-est (491 m, à la forêt de Vieillecour dans le Nontronnais, à Saint-Pierre-de-Frugie) au sud-ouest (2 m à Lamothe-Montravel). L'altitude du territoire communal varie quant à elle entre 164 mètres à l'extrême ouest, là où la Lourde quitte la commune et sert de limite entre celles de Badefols-d'Ans et Boisseuilh, et 302 mètres au sud-est, en limite de la commune de Coubjours, à l'est du lieu-dit Puy Redon .
Dans le cadre de la Convention européenne du paysage entrée en vigueur en France le 1er juillet 2006, renforcée par la loi du 8 août 2016 pour la reconquête de la biodiversité, de la nature et des paysages, un atlas des paysages de la Dordogne a été élaboré sous maîtrise d’ouvrage de l’État et publié en octobre 2020. Les paysages du département s'organisent en huit unités paysagères,. La commune est dans l'unité paysagère des « Marges du bassin de Brive », qui correspond à la marge occidentale du bassin de Brive. Elle se caractérise par une succession d’amples vallées, déblayées dans les grès roses et les argiles rouges. Les altitudes s’échelonnent entre 350 et 150 m,.
La superficie cadastrale de la commune publiée par l'Insee, qui sert de référence dans toutes les statistiques, est de 10,02 km2,,. La superficie géographique, issue de la BD Topo, composante du Référentiel à grande échelle produit par l'IGN, est quant à elle de 10,23 km2.

### Hydrographie

#### Réseau hydrographique
La commune est située dans le bassin de la Dordogne au sein du Bassin Adour-Garonne. Elle est drainée par la Lourde et le Dalon et par divers petits cours d'eau, qui constituent un réseau hydrographique de 14,5 km de longueur totale,.
La Lourde, d'une longueur totale de 12,82 km, prend sa source dans le sud-est de la commune, en limite de Badefols-d'Ans, et se jette dans l'Auvézère en rive gauche à Cherveix-Cubas,. Elle borde la commune au sud sur quatre kilomètres et demi, face à Badefols-d'Ans.
Le Dalon, d'une longueur totale de 17,53 km, prend sa source dans la commune de Segonzac et se jette dans l'Auvézère en rive gauche à Génis, face à Anlhiac,. Il sert de limite naturelle au nord sur près de deux kilomètres et demi, face à Sainte-Trie.

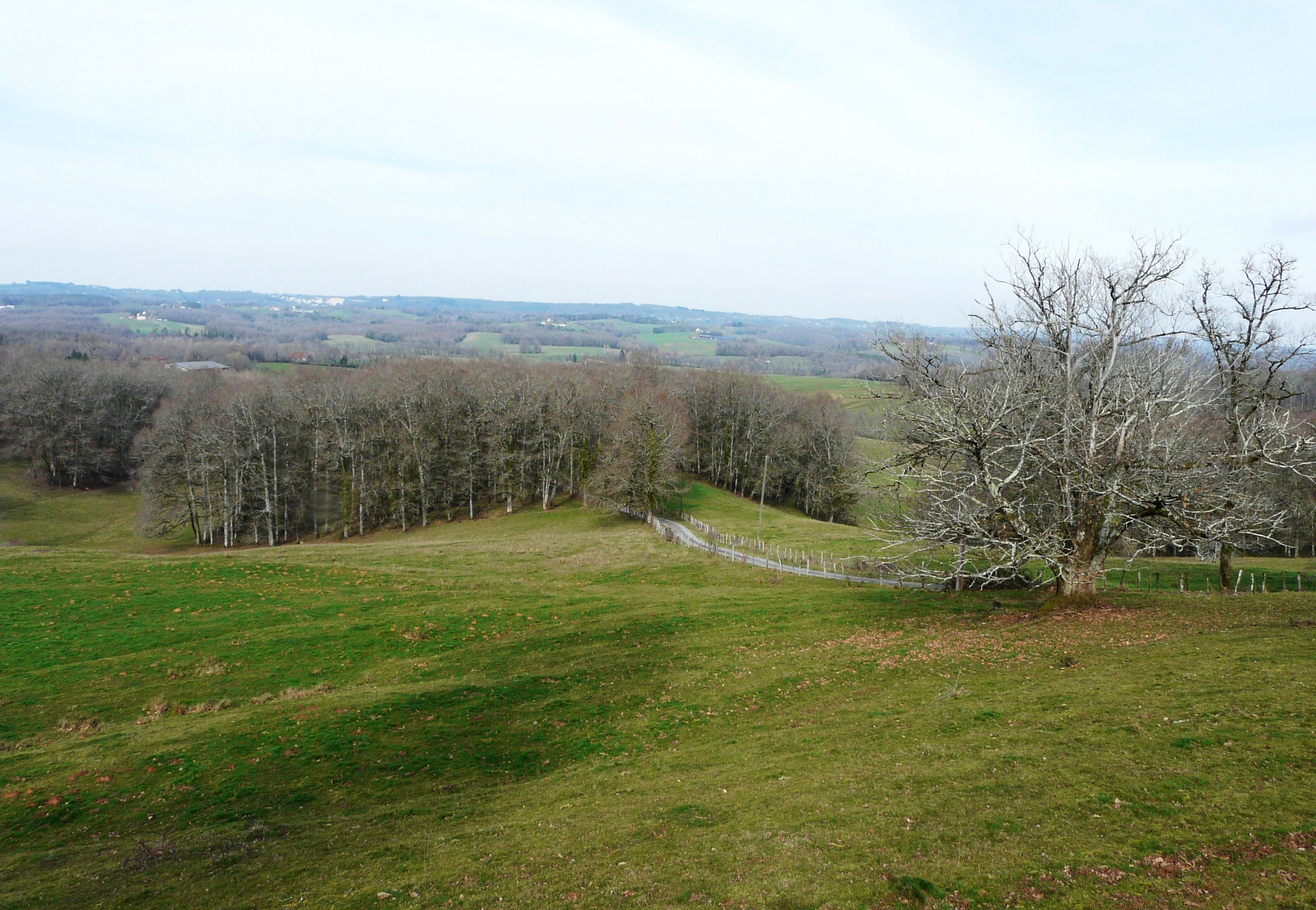
La vallée du Dalon vue depuis le bourg de Teillots.
Réseaux hydrographique et routier de Teillots.
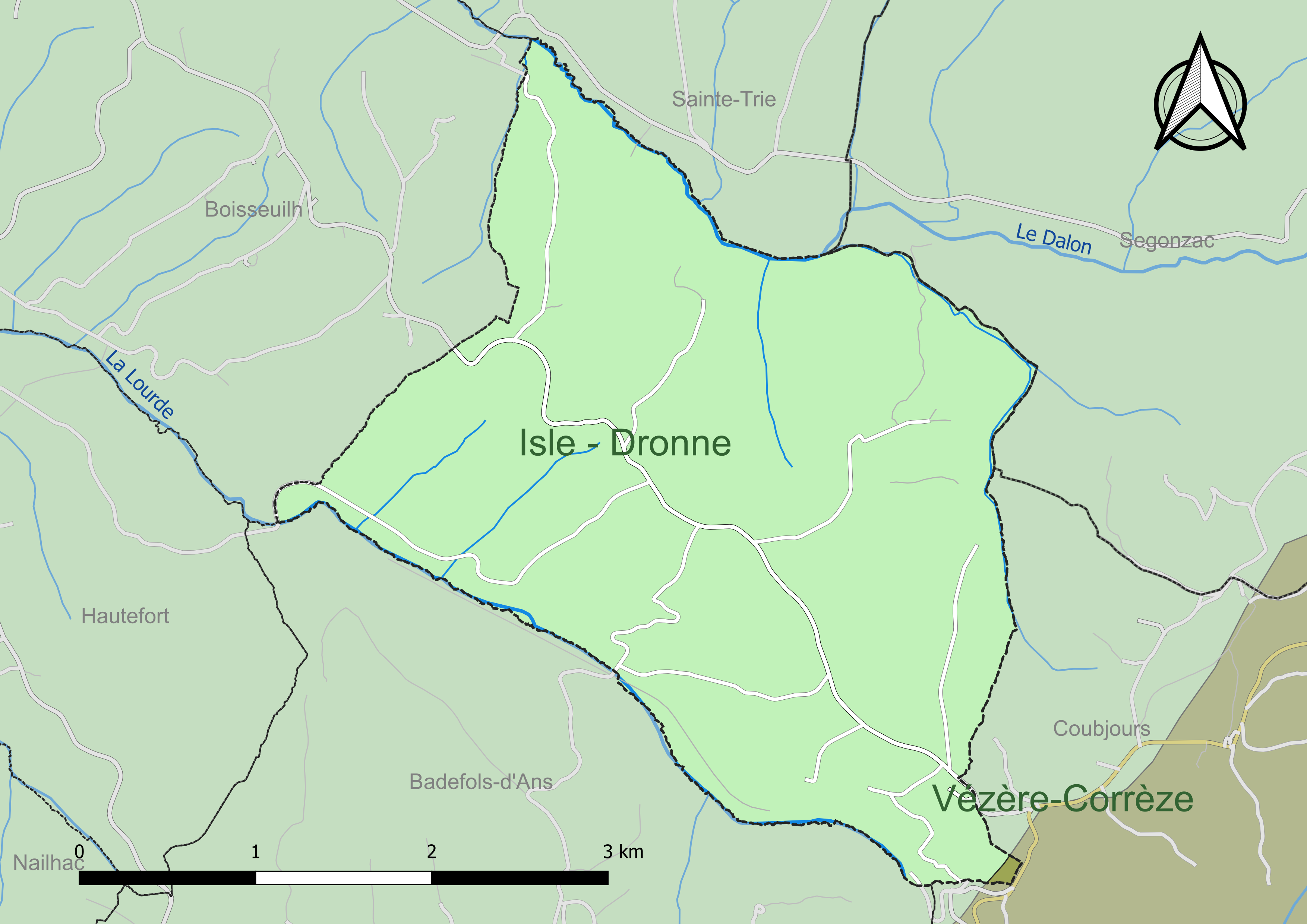
Carte des schémas d'aménagement et de gestion des eaux (SAGE) couvrant le territoire communal de Teillots.

#### Gestion et qualité des eaux
Le territoire communal est couvert par les schémas d'aménagement et de gestion des eaux (SAGE) « Isle - Dronne » et « Vézère-Corrèze ». Le SAGE « Isle - Dronne », dont le territoire regroupe les bassins versants de l'Isle et de la Dronne, d'une superficie de 7 500 km2, a été approuvé le 2 août 2021. La structure porteuse de l'élaboration et de la mise en œuvre est l'établissement public territorial de bassin de la Dordogne (EPIDOR). Le SAGE « Vézère-Corrèze », dont le territoire regroupe les bassins versants de la Vézère et de la Corrèze, d'une superficie de 3 730 km2 est en cours d'élaboration. La structure porteuse de l'élaboration et de la mise en œuvre est le conseil départemental de la Corrèze. Ils définissent chacun sur leur territoire les objectifs généraux d’utilisation, de mise en valeur et de protection quantitative et qualitative des ressources en eau superficielle et souterraine, en respect des objectifs de qualité définis dans le troisième SDAGE  du Bassin Adour-Garonne qui couvre la période 2022-2027, approuvé le 10 mars 2022.
La quasi-intégralité du territoire communal dépend du SAGE Isle - Dronne. Seule une zone minime d'environ un hectare à l'extrême sud-est, en limite de Coubjours, est rattachée au SAGE Vézère-Corrèze.
La qualité des eaux de baignade et des cours d’eau peut être consultée sur un site dédié géré par les agences de l’eau et l’Agence française pour la biodiversité.

### Climat
Pour des articles plus généraux, voir Climat de la Nouvelle-Aquitaine et Climat de la Dordogne.
Historiquement, la commune est exposée à un climat océanique aquitain.  
En 2020, Météo-France publie une typologie des climats de la France métropolitaine dans laquelle la commune est exposée à un climat océanique altéré et est dans la région climatique  Ouest et nord-ouest du Massif Central, caractérisée par une pluviométrie annuelle de 900 à 1 500 mm, maximale en automne et en hiver.
Pour la période 1971-2000, la température annuelle moyenne est de 11,6 °C, avec  une amplitude thermique annuelle de 15,2 °C. Le cumul annuel moyen de précipitations est de 1 016 mm, avec 12,5 jours de précipitations en janvier et 7,6 jours en juillet. Pour la période 1991-2020, la température moyenne annuelle observée sur la station météorologique la plus proche, située sur la commune de Voutezac à 17 km à vol d'oiseau, est de 12,2 °C et le cumul annuel moyen de précipitations est de 1 014,2 mm,. Pour l'avenir, les paramètres climatiques de la commune estimés pour 2050 selon différents scénarios d’émission de gaz à effet de serre sont consultables sur un site dédié publié par Météo-France en novembre 2022.

## Urbanisme

### Typologie
Au 1er janvier 2024, Teillots est catégorisée commune rurale à habitat très dispersé, selon la nouvelle grille communale de densité à 7 niveaux définie par l'Insee en 2022.
Elle est située hors unité urbaine et hors attraction des villes,.

### Occupation des sols
L'occupation des sols de la commune, telle qu'elle ressort de la base de données européenne d’occupation biophysique des sols Corine Land Cover (CLC), est marquée par l'importance des territoires agricoles (66,7 % en 2018), une proportion sensiblement équivalente à celle de 1990 (66,3 %). La répartition détaillée en 2018 est la suivante : 
zones agricoles hétérogènes (44,2 %), forêts (33,3 %), prairies (22,5 %). L'évolution de l’occupation des sols de la commune et de ses infrastructures peut être observée sur les différentes représentations cartographiques du territoire : la carte de Cassini (XVIIIe siècle), la carte d'état-major (1820-1866) et les cartes ou photos aériennes de l'IGN pour la période actuelle (1950 à aujourd'hui).

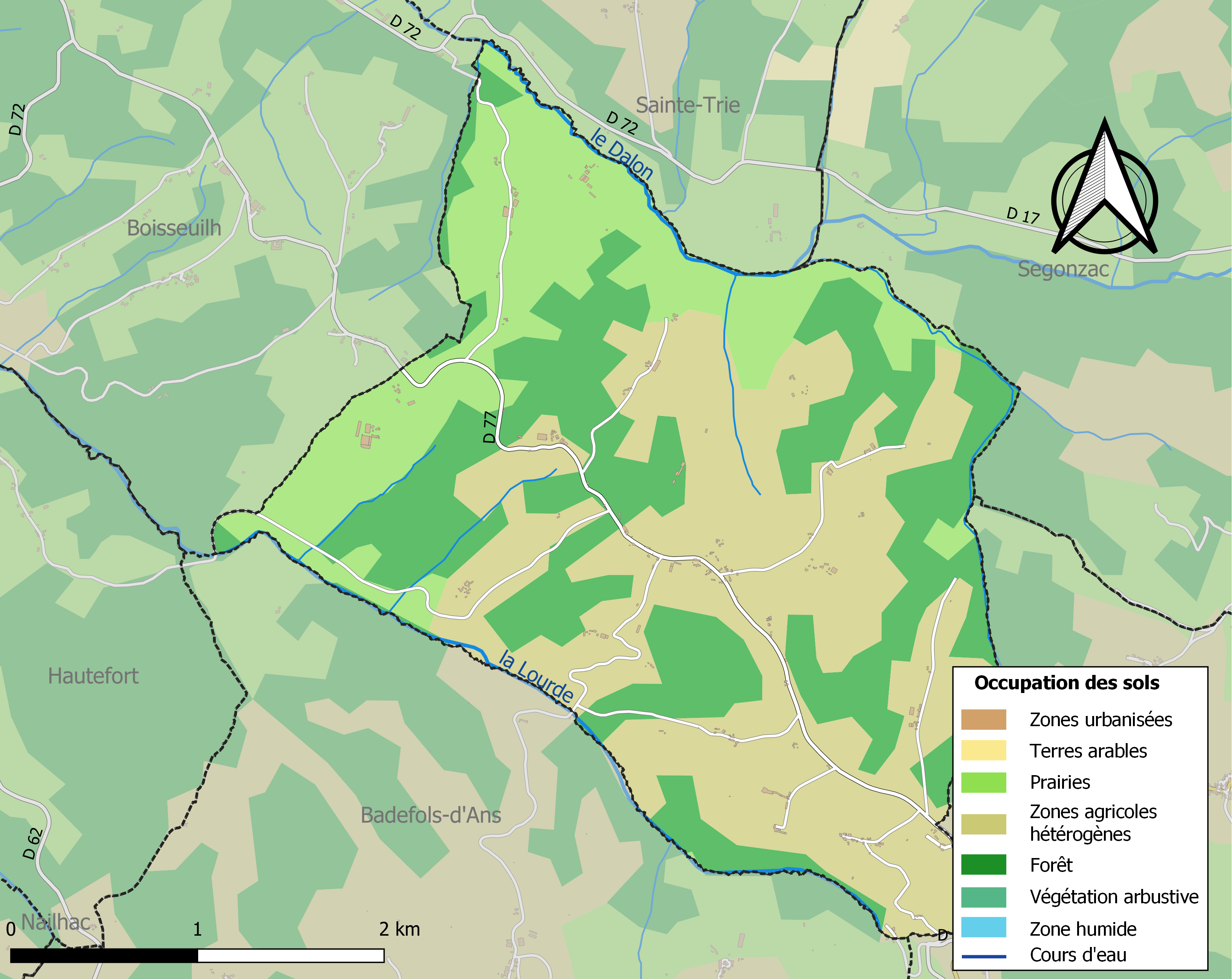
Carte des infrastructures et de l'occupation des sols de la commune en 2018 (CLC).

### Prévention des risques
Le territoire de la commune de Teillots est vulnérable à différents aléas naturels : météorologiques (tempête, orage, neige, grand froid, canicule ou sécheresse), feux de forêts, mouvements de terrains et séisme (sismicité très faible). Il est également exposé à un risque particulier : le risque de radon. Un site publié par le BRGM permet d'évaluer simplement et rapidement les risques d'un bien localisé soit par son adresse soit par le numéro de sa parcelle.

#### Risques naturels
Teillots est exposée au risque de feu de forêt. L’arrêté préfectoral du 14 mars 2013 fixe les conditions de pratique des incinérations et de brûlage dans un objectif de réduire le risque de départs d’incendie. À ce titre, des périodes sont déterminées : interdiction totale du 15 février au 15 mai et du 15 juin au 15 octobre, utilisation réglementée du 16 mai au 14 juin et du 16 octobre au 14 février. En septembre 2020, un plan inter-départemental de protection des forêts contre les incendies (PidPFCI) a été adopté pour la période 2019-2029,.

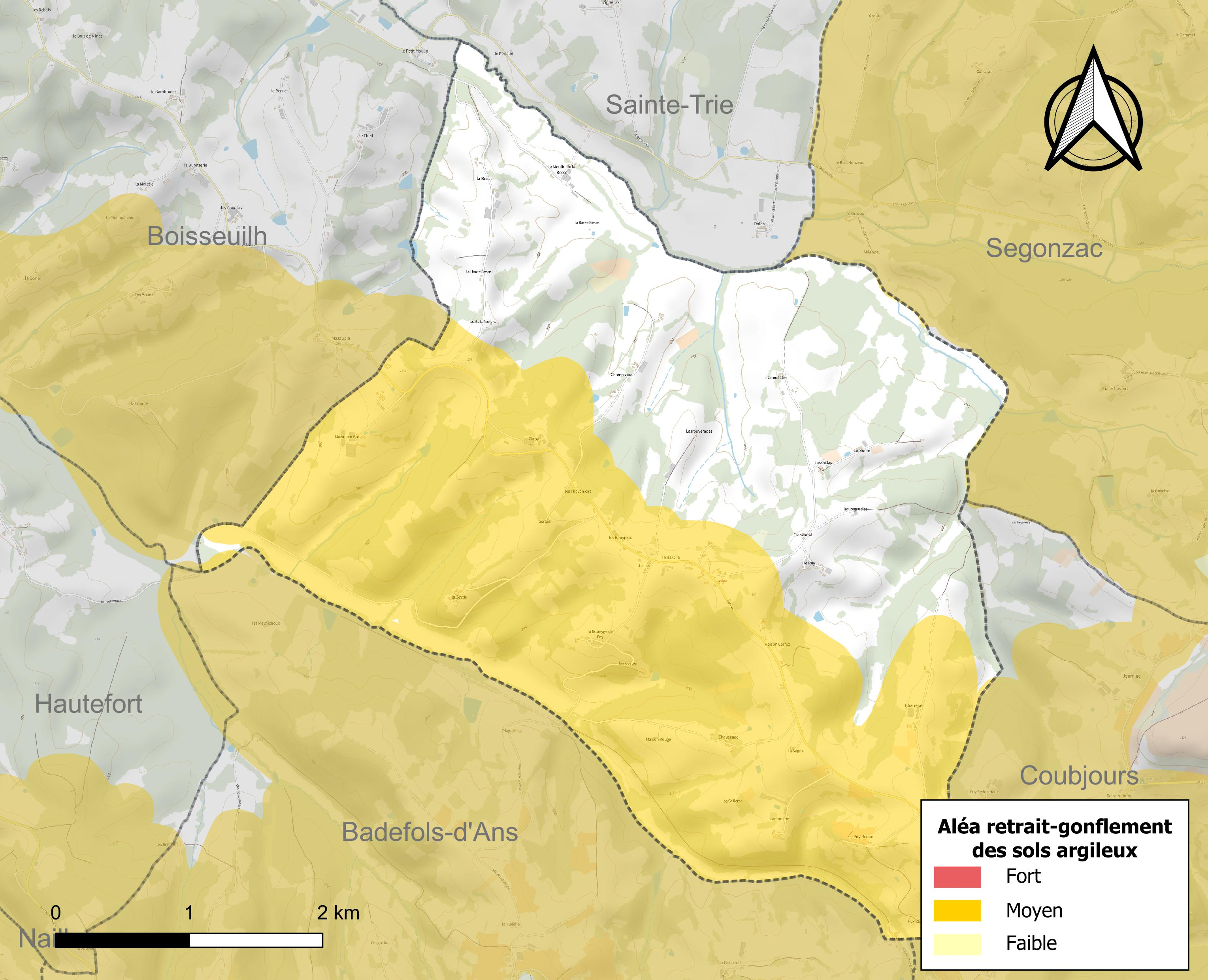
Carte des zones d'aléa retrait-gonflement des sols argileux de Teillots.

Les mouvements de terrains susceptibles de se produire sur la commune sont des tassements différentiels. Le retrait-gonflement des sols argileux est susceptible d'engendrer des dommages importants aux bâtiments en cas d’alternance de périodes de sécheresse et de pluie. 56 % de la superficie communale est en aléa moyen ou fort (58,6 % au niveau départemental et 48,5 % au niveau national métropolitain). Depuis le 1er octobre 2020, en application de la loi ÉLAN, différentes contraintes s'imposent aux vendeurs, maîtres d'ouvrages ou constructeurs de biens situés dans une zone classée en aléa moyen ou fort,.
La commune a été reconnue en état de catastrophe naturelle au titre des dommages causés par les inondations et coulées de boue survenues en 1982 et 1999, par la sécheresse en 1992, 2011 et 2018 et par des mouvements de terrain en 1999.

#### Risque particulier
Dans plusieurs parties du territoire national, le radon, accumulé dans certains logements ou autres locaux, peut constituer une source significative d’exposition de la population aux rayonnements ionisants. Selon la classification de 2018, la commune de Teillots est classée en zone 3, à savoir zone à potentiel radon significatif.

## Toponymie
La première mention écrite connue du lieu date de l'an 1114, sous la forme Tellol. En 1315 est relevée la mention Telhols. Sur la carte de Cassini représentant la France entre 1756 et 1789, le village est identifié sous le nom de Teilhols.
Ce nom est issu de l'occitan tilhòl signifiant « tilleul ».
En occitan, la commune porte le nom de Telhòu ou Telhòus.

## Histoire
La paroisse de Teillots dépendait de l'abbaye de Tourtoirac.
Lors de la création des départements français en 1790, la commune a d'abord brièvement fait partie de la Corrèze avant d'être rattachée en 1793, ainsi que neuf autres communes, à la Dordogne.

## Politique et administration

### Rattachements administratifs et électoraux
La commune de Teillots a, dès 1790, fait partie du département de la Corrèze.
En 1793, elle est rattachée au canton de Hautefort qui dépend du district d'Excideuil dans le département de la Dordogne, jusqu'en 1795, date de suppression des districts. En 1801, le canton est rattaché à l'arrondissement de Périgueux.
Dans le cadre de la réforme de 2014 définie par le décret du 21 février 2014, ce canton disparaît aux élections départementales de mars 2015. La commune est alors rattachée électoralement au canton du Haut-Périgord Noir.
En 2017, Teillots est rattachée à l'arrondissement de Sarlat-la-Canéda,.

### Intercommunalité
Au 1er janvier 1995, Teillots intègre dès sa création la communauté de communes du Pays de Hautefort. Celle-ci disparaît le 31 décembre 2013, remplacée au 1er janvier 2014 par une nouvelle intercommunalité élargie, la communauté de communes du Terrassonnais en Périgord noir Thenon Hautefort, renommée communauté de communes Terrassonnais Haut Périgord Noir en octobre 2021.

### Administration municipale
La population de la commune étant comprise entre 100 et 499 habitants au recensement de 2017, onze conseillers municipaux ont été élus en 2020,.

### Liste des maires

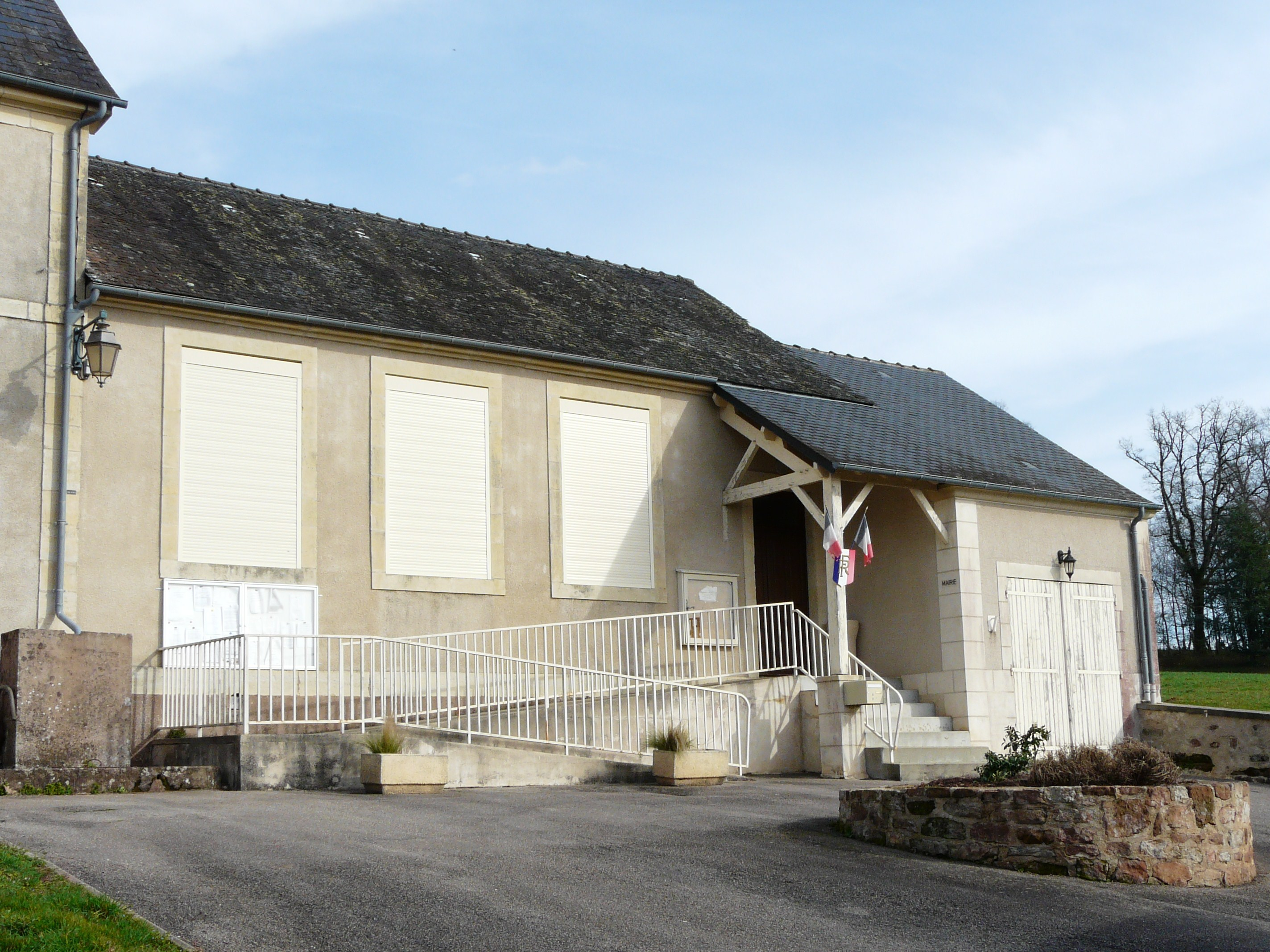
La mairie.

| Période                                  | Période      | Identité                 | Étiquette | Qualité                                      |
| ---------------------------------------- | ------------ | ------------------------ | --------- | -------------------------------------------- |
| Les données manquantes sont à compléter. |              |                          |           |                                              |
|                                          |              |                          |           |                                              |
| mars 2001                                | mars 2008    | Jean Daurat              |           |                                              |
| mars 2008                                | octobre 2020 | Michel Lapouge           | PS        | Adjoint administratif                        |
| octobre 2020                             | mars 2021    | Mattia Trentemont-Malara |           | Première adjointe faisant fonctions de maire |
| mars 2021                                | En cours     | Mattia Trentemont-Malara |           |                                              |

## Équipements et services publics

### Enseignement
Début 2025, Teillots est organisée en regroupement pédagogique intercommunal (RPI) avec onze autres communes au niveau des classes de primaire.
- Cherveix-Cubas accueille les enfants en cours moyen 2e année.
- Hautefort dispose de quatre autres classes, depuis l'école maternelle jusqu'au cours moyen 1re année.

### Justice
En 2023, dans le domaine judiciaire, Teillots relève : 
- du tribunal judiciaire, du tribunal pour enfants, du conseil de prud'hommes et du tribunal de commerce de Périgueux ;
- du pôle Nationalité du tribunal judiciaire de Périgueux (compétent uniquement dans le domaine de la nationalité) ;
- de la cour d'appel, du tribunal administratif et de la  cour administrative d'appel de Bordeaux.

## Population et société

### Démographie
Les habitants de Teillots se nomment les Teillotois.
L'évolution du nombre d'habitants est connue à travers les recensements de la population effectués dans la commune depuis 1793. Pour les communes de moins de 10 000 habitants, une enquête de recensement portant sur toute la population est réalisée tous les cinq ans, les populations de référence des années intermédiaires étant quant à elles estimées par interpolation ou extrapolation. Pour la commune, le premier recensement exhaustif entrant dans le cadre du nouveau dispositif a été réalisé en 2007.

En 2022, la commune comptait 99 habitants, en évolution de −1 % par rapport à 2016 (Dordogne : +0,37 %, France hors Mayotte : +2,11 %).
| 1793 | 1800 | 1806 | 1821 | 1831 | 1836 | 1841 | 1846 | 1851 |
| ---- | ---- | ---- | ---- | ---- | ---- | ---- | ---- | ---- |
| 355  | 367  | 339  | 319  | 418  | 411  | 450  | 460  | 465  |

| 1856 | 1861 | 1866 | 1872 | 1876 | 1881 | 1886 | 1891 | 1896 |
| ---- | ---- | ---- | ---- | ---- | ---- | ---- | ---- | ---- |
| 416  | 427  | 417  | 408  | 406  | 404  | 373  | 380  | 440  |

| 1901 | 1906 | 1911 | 1921 | 1926 | 1931 | 1936 | 1946 | 1954 |
| ---- | ---- | ---- | ---- | ---- | ---- | ---- | ---- | ---- |
| 390  | 348  | 358  | 304  | 290  | 257  | 265  | 227  | 226  |

| 1962 | 1968 | 1975 | 1982 | 1990 | 1999 | 2006 | 2007 | 2012 |
| ---- | ---- | ---- | ---- | ---- | ---- | ---- | ---- | ---- |
| 191  | 152  | 132  | 131  | 123  | 137  | 130  | 129  | 103  |

| 2017 | 2022 | - | - | - | - | - | - | - |
| ---- | ---- | - | - | - | - | - | - | - |
| 102  | 99   | - | - | - | - | - | - | - |

## Économie

### Emploi
En 2015, parmi la population communale comprise entre 15 et 64 ans, les actifs représentent trente-cinq personnes, soit 35,7 % de la population municipale. Le nombre de chômeurs (cinq) a diminué par rapport à 2010 (neuf) et le taux de chômage de cette population active s'établit à 13,9 %.

### Établissements
Au 31 décembre 2015, la commune compte 21 établissements, dont douze dans l'agriculture, la sylviculture ou la pêche, cinq au niveau des commerces, transports ou services, deux relatifs au secteur administratif, à l'enseignement, à la santé ou à l'action sociale, un dans la construction, et un dans l'industrie.

## Culture locale et patrimoine

### Lieux et monuments
- Église Notre-Dame de la Nativité[47], du XIXe siècle, de style néoroman.
- Petite chapelle dans le cimetière communal.

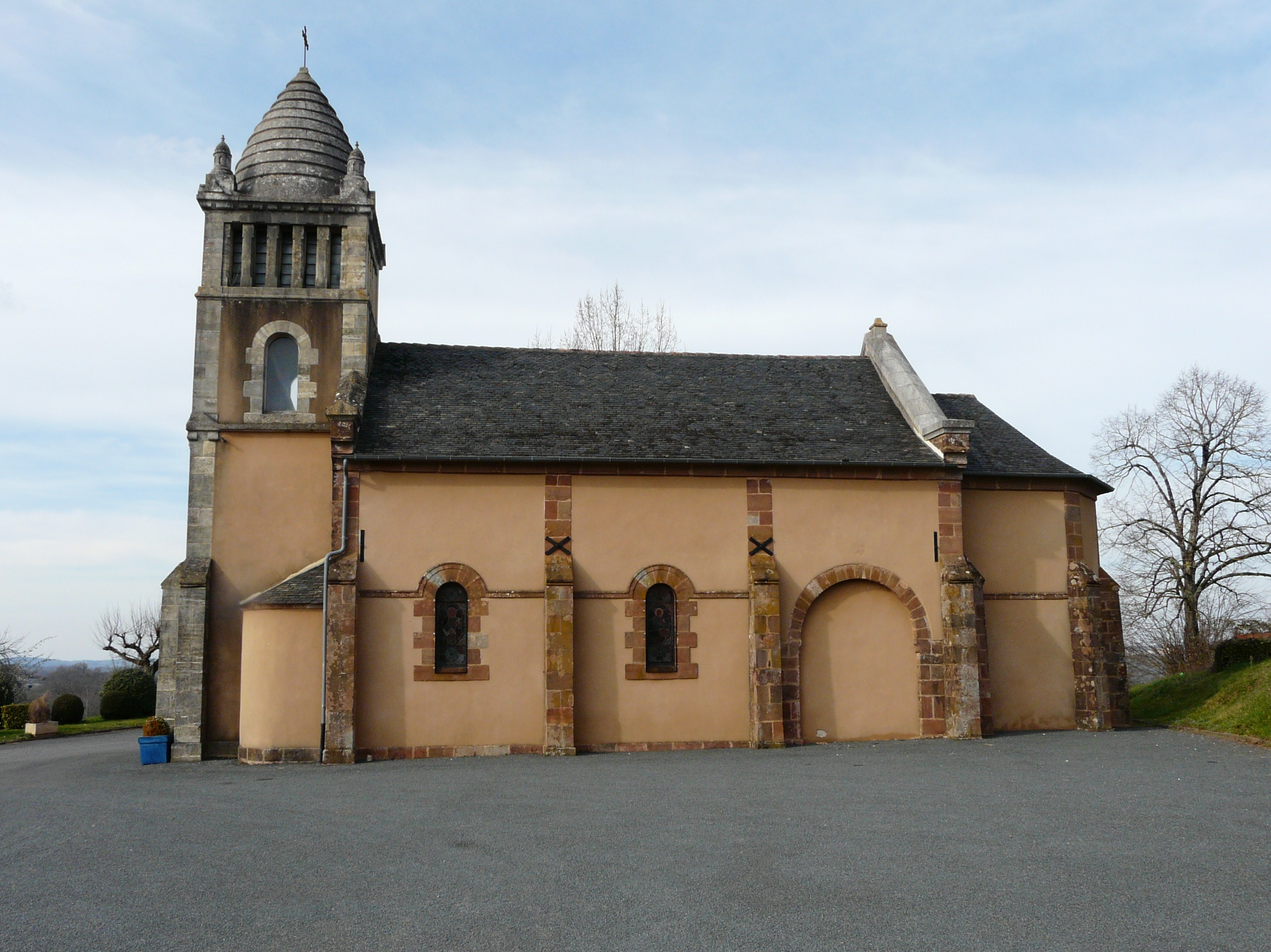
L'église Notre-Dame de la Nativité.
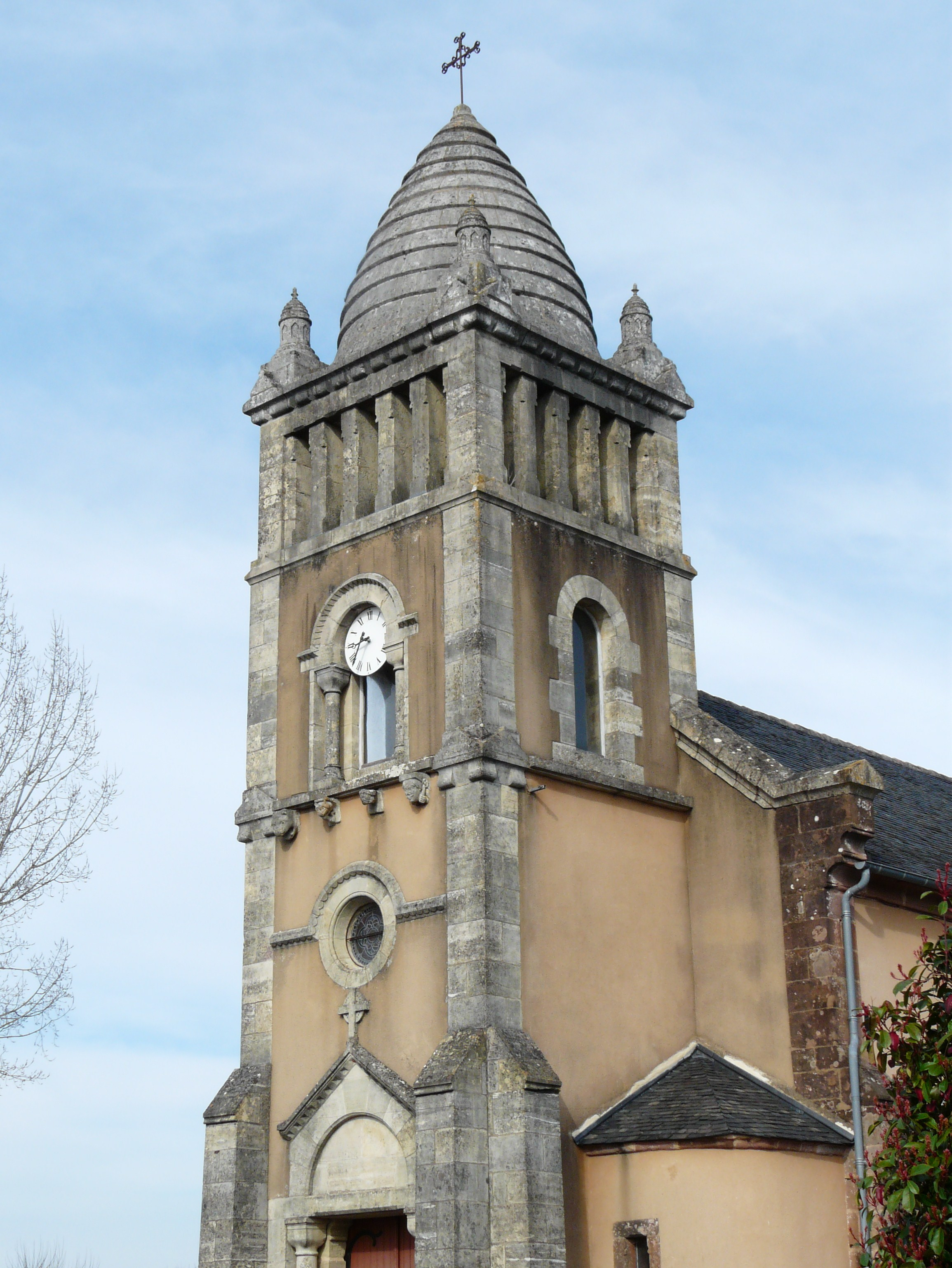
Son clocher.
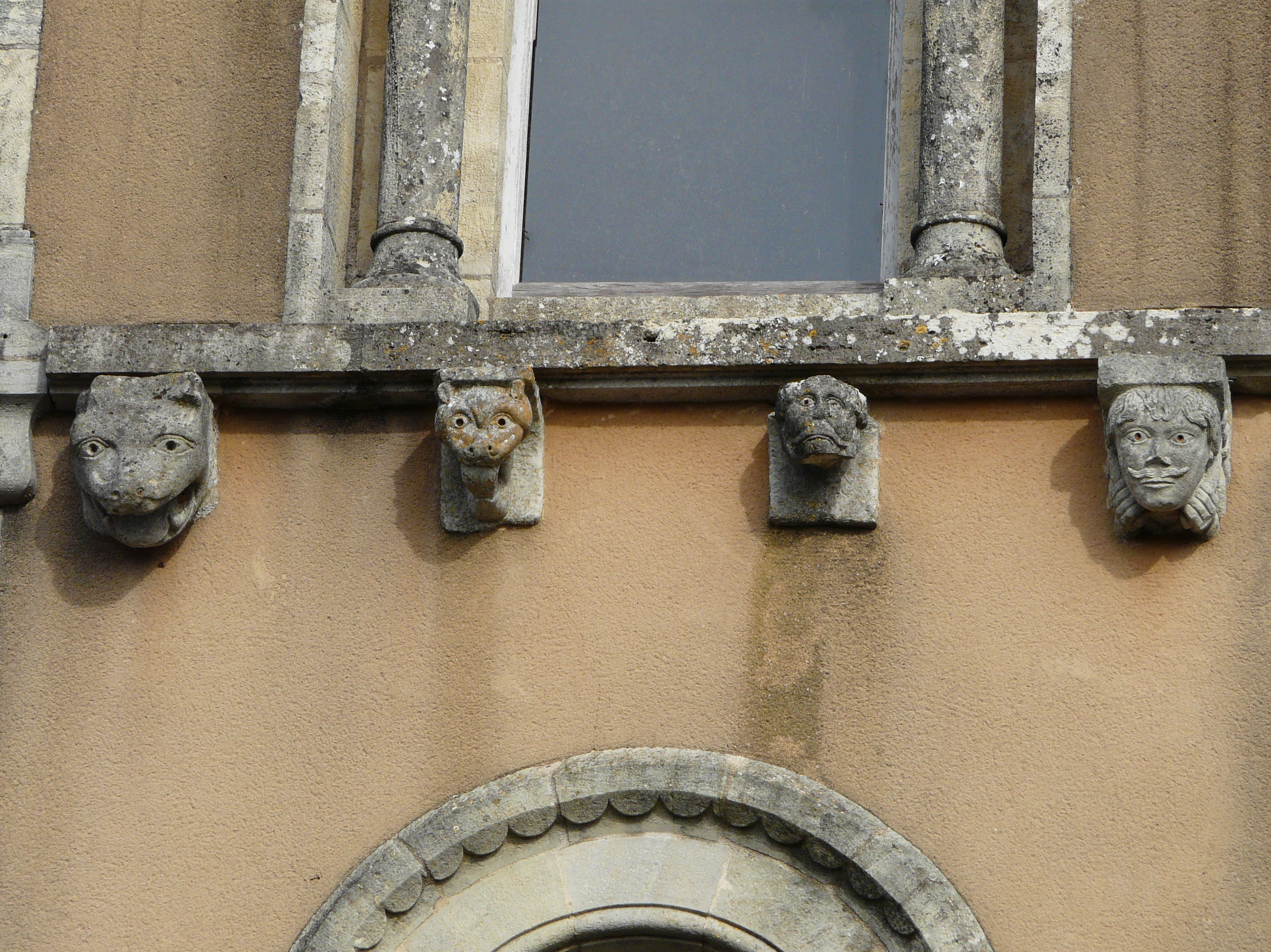
Ses modillons.
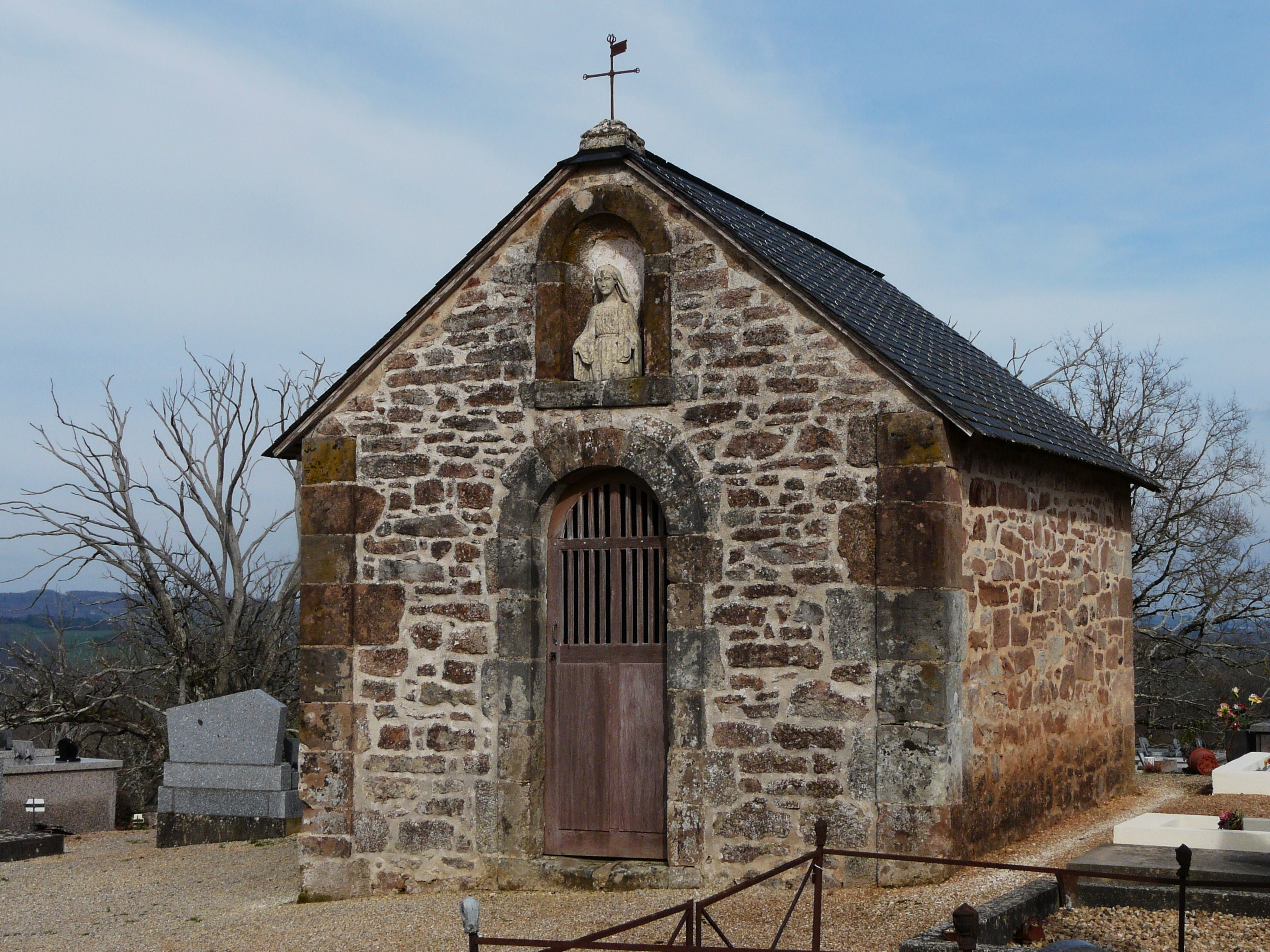
Chapelle dans le cimetière.
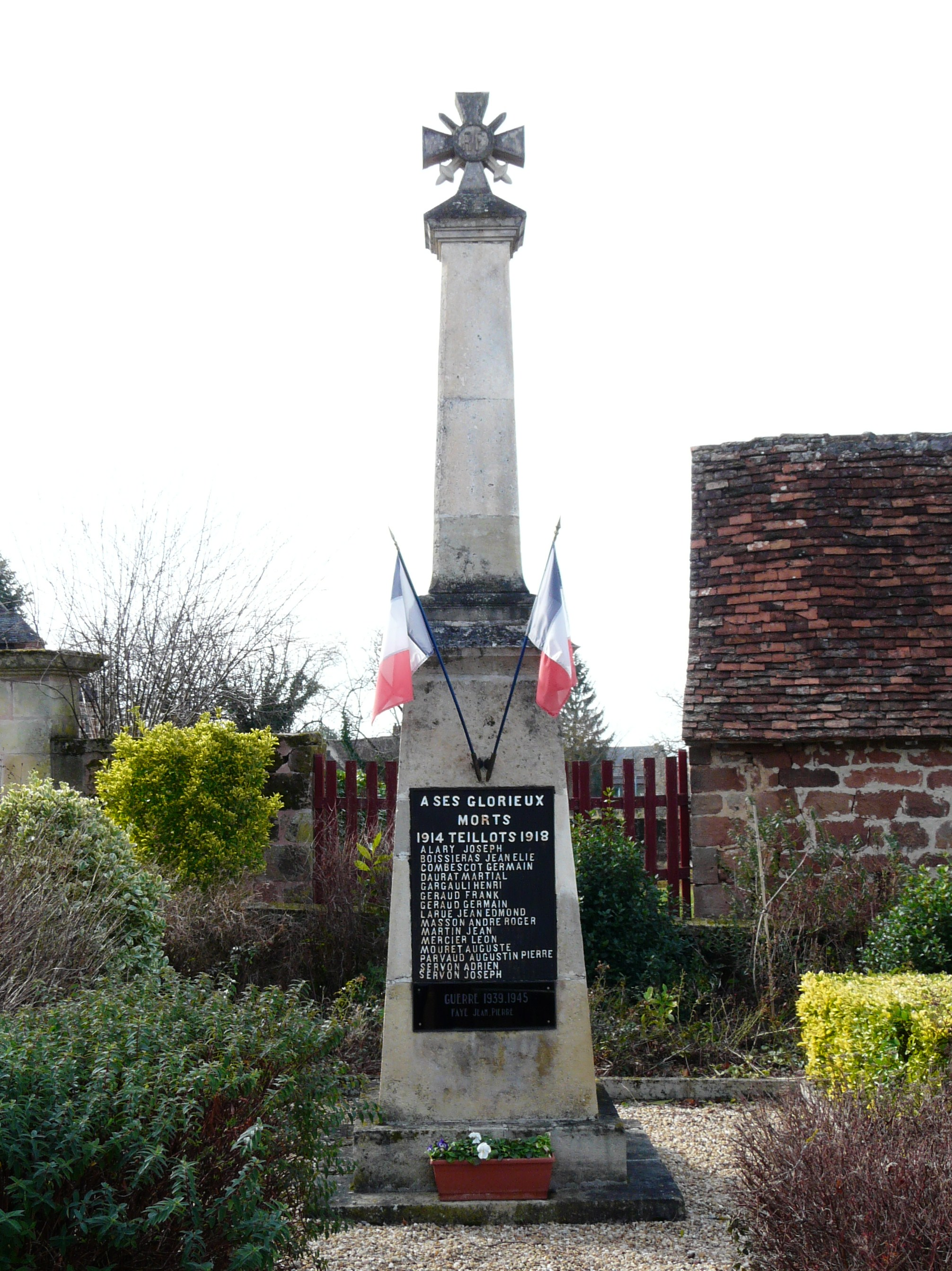
Le monument aux morts.

## Pour approfondir